# イゴルス・コラブロフス
イゴルス・コラブロフス（Igors Korabļovs, 1974年11月23日 - ）は、ラトビアの元サッカー選手、指導者。

## 来歴
オリンプス・リガでキャリアをスタートさせ、FKヴェンツピルス、FKユールマラなどを経て2010年にFBグルベネに移籍。コーチも兼任した。
1998年のスロベニア戦でラトビア代表デビューする。ラトビアが初出場を果たしたEURO 2004本大会メンバーにも選出されている。